# Dworce (gmina)
Dworce – dawna gmina wiejska istniejąca do 1928 roku w woj. poleskim (obecnie na Białorusi). Siedzibą gminy były Dworce (84 mieszk. w 1921 roku).
Początkowo gmina należała do powiatu brzeskiego. 12 grudnia 1920 r. została przyłączona do nowo utworzonego powiatu białowieskiego pod Zarządem Terenów Przyfrontowych i Etapowych. W związku z przyłączeniem powiatu do woj. białostockiego z dniem 19 lutego 1921, gminę przywrócono do powiatu brzeskiego w nowo utworzonym woj. poleskim. Gminę zniesiono 12 kwietnia 1928 roku, a jej obszar włączono do gmin Szereszów, Horodeczno i Kamieniec Litewski.
Zobacz też: gmina Dworzec